# Empoasca blendens
Empoasca blendens är en insektsart som beskrevs av Delong 1952. Empoasca blendens ingår i släktet Empoasca och familjen dvärgstritar. Inga underarter finns listade i Catalogue of Life.